# Eurysternus gracilis
Eurysternus gracilis là một loài bọ cánh cứng trong họ Bọ hung (Scarabaeidae).